# Embia biroi
Embia biroi is een insectensoort uit de familie Embiidae, die tot de orde webspinners (Embioptera) behoort. De soort komt voor in Tunesië.
Embia biroi is voor het eerst wetenschappelijk beschreven door Krauss in 1911.